# Gnamptodon erasmi
Gnamptodon erasmi är en stekelart som först beskrevs av Van Achterberg 1983.  Gnamptodon erasmi ingår i släktet Gnamptodon och familjen bracksteklar. Inga underarter finns listade i Catalogue of Life.